# سكوت فيشر (فنان)
سكوت فيشر (بالإنجليزية: Scott Fischer)‏ هو فنان أمريكي، ولد في 1971.

## وصلات خارجية
- الموقع الرسمي